# Apophaula ocellata
Apophaula ocellata är en skalbaggsart som beskrevs av Lane 1973. Apophaula ocellata ingår i släktet Apophaula och familjen långhorningar.
Artens utbredningsområde är Paraguay. Inga underarter finns listade i Catalogue of Life.